# Marathon (альбом Santana)
Marathon — музичний альбом гурту Santana. Виданий у вересні 1979 року лейблом CBS. Загальна тривалість композицій становить 44:30. Альбом відносять до напрямку рок.

## Список пісень
1. «Marathon»
2. «Lightning in the Sky»
3. «Aqua Marine»
4. «You Know That I Love You»
5. «All I Ever Wanted»
6. «Stand Up»
7. «Runnin'»
8. «Summer Lady»
9. «Love»
10. "Stay "
11. «Hard Times»